# Álvaro López Palomino
Álvaro López Palomino (Madrid, 7 de junio de 1999) es un futbolista español que juega en la demarcación de defensa en el CF Talavera de la Reina de la Primera Federación.

## Biografía
Tras empezar su carrera futbolística en el CD Canillas, AD Unión Adarve y Cultural y Deportiva Leonesa, finalmente en 2021 recaló en las filas inferiores del Getafe CF "B". Debutó con el segundo equipo el 5 de septiembre de 2021 contra el AD Alcorcón "B", encuentro que finalizó con empate a uno. El 16 de diciembre de 2021 debutó con el primer equipo en Copa del Rey contra el CD Atlético Baleares. Tras finalizar su contrato con el club el 6 de julio, se quedó sin equipo, hasta que finalmente un mes después, el 9 de agosto de 2022, fichó por la AD Unión Adarve.

## Clubes
Actualizado al último partido disputado el 1 de junio de 2025.
| Club                         | País   | Año       | Partidos | Goles |
| ---------------------------- | ------ | --------- | -------- | ----- |
| CD Canillas                  | España | 2018-2019 | 20       | 1     |
| AD Unión Adarve              | España | 2019-2020 | 13       | 0     |
| Cultural y Deportiva Leonesa | España | 2020-2021 | 26       | 1     |
| Getafe CF "B"                | España | 2021-2022 | 31       | 1     |
| Getafe CF                    | España | 2021-2022 | 1        | 0     |
| AD Unión Adarve              | España | 2022-2023 | 22       | 0     |
| CD Elemental Ursaria         | España | 2023-2024 | 31       | 0     |
| CF Talavera de la Reina      | España | 2024-     | 31       | 0     |